# Sedili di Napoli
(Benedetto Croce, I Seggi di Napoli, in Aneddoti di varia letteratura, vol. 1, 1920, pp. 293-301)

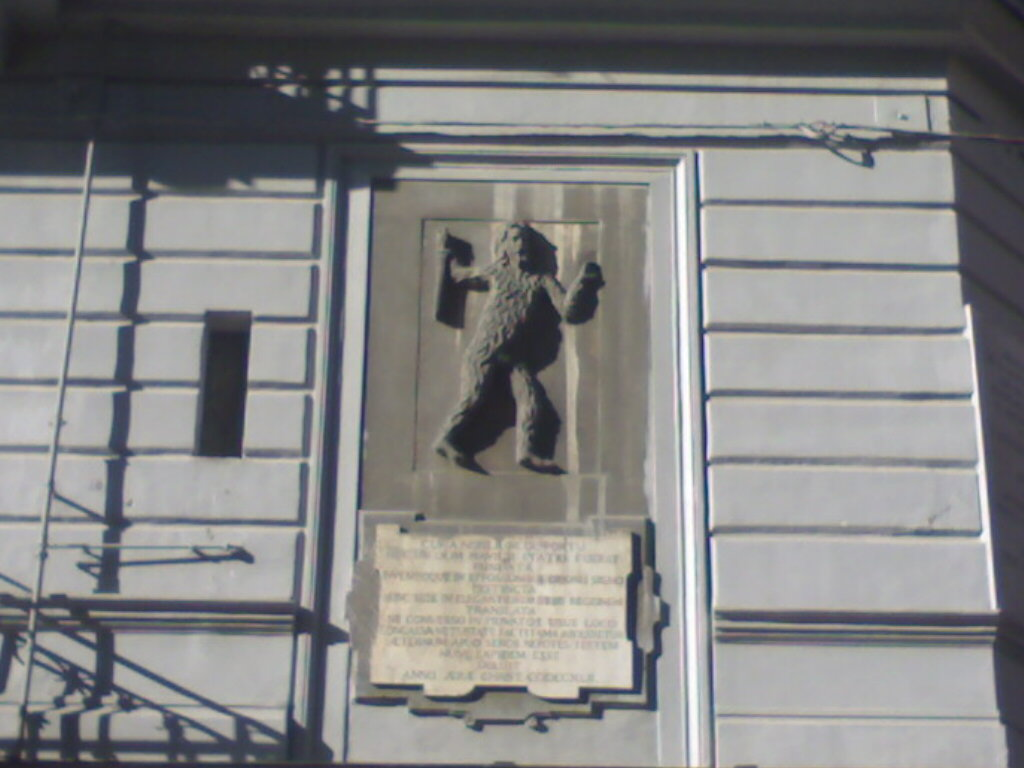
Stemma e lapide del Sedile di Porto in via Mezzocannone di Napoli.

I Sedili (o Seggi o Piazze) erano delle istituzioni amministrative della città di Napoli e Salerno i cui rappresentanti, detti gli Eletti, dal XIII al XIX secolo, si riunivano nella chiesa di San Lorenzo Maggiore per cercare di raggiungere il bene comune della città. A cinque di essi avevano diritto di partecipare i nobili, mentre il resto dei cittadini era aggregato nel sesto seggio, quello del popolo.

## Storia

### Dal V secolo a.C. al periodo angioino
In epoca greca l'amministrazione civile era affidata alle fratrie, raggruppamenti a base familiare convocati per discutere e deliberare su questioni di interesse pubblico: ve ne erano nove distinte in base al nume tutelare. Il potere legislativo era svolto dal senato con a capo un arconte di nomina elettiva; alle consultazioni partecipava anche un demarco, rappresentate eletto dal popolo. Con l'ampliamento delle mura cittadine nel X secolo, grazie al duca Sergio IV, si aggiunsero i Seggi di Porto e di Porta Nuova.
In epoca normanna venne istituita la Magna curia regis affidata a cinque giudici di nobile estrazione che si occupavano delle cause penali; l'amministrazione finanziaria, invece, fu affidata alla "Camera regia". I giudici erano detti compalatini in quanto nobili di corte, sebbene con poteri speciali.
Col trascorrere del tempo aumentarono le competenze dei giudici, tra le quali la riscossione delle rendite, la concessione della cittadinanza agli stranieri, l'esercizio della distribuzione del grano tramite l'ufficio dell'"annona" e sul controllo dei prezzi tramite l'ufficio dell'"assisa", costituito nel 1282 dai dottori dell'università. Sebbene l'assisa e la curia rimanessero distinte, i giudici ambivano spesso ad occupare entrambe le cariche (che per l'assisa erano elettive).
Carlo II d'Angiò nel XIII secolo suddivise l'assisa in base alle cinque sezioni municipali, con competenze estese alle cause civili, ai contratti nuziali, agli atti di compravendita, ai testamenti. I Sedili a Napoli esercitavano le medesime funzioni svolte dal parlamento in Sicilia.
Non tutti i Sedili però godevano delle medesime prerogative. Il Seggio di Capuana, ad esempio, poteva ricevere in visita il vescovo, mentre il Seggio di Porto aveva l'esclusiva sul pescato, una delle tasse più redditizie del Regno. Per tali ragioni, a causa degli ingenti capitali di cui disponevano, i Sedili si dotarono ben presto di proprie sedi, protette da bande di armigeri.
La potenza dei Sedili dava adito spesso ad intrighi di corte che sfociavano in conflitti armati, come accadde durante il regno di Giovanna II nel 1418, allorché si decise di formare una nuova assemblea composta da dieci nobili e dieci popolani, denominata "Unione del buon stato del Regno" con il compito di ristabilire la pace. L'Unione durò tredici anni fino al ripristino dei Sedili da parte di Renato d'Angiò.

### Dal periodo aragonese al periodo borbonico
Con l'avvento degli Aragonesi, Alfonso V d'Aragona fece demolire nel 1456 la sede del Seggio del Popolo per allargare la strada. Alcune voci dicono che abbatté quell'edificio con la motivazione che dava fastidio alla sua amante Lucrezia d'Alagno. I Sedili assunsero un così tale potere e prestigio che nel 1601 ottennero l'incarico di proteggere l'inestimabile tesoro di San Gennaro, una raccolta di oggetti preziosi, argenti, gioielli e dipinti.
All'uopo fu istituita la "Deputazione della Real Cappella", ovvero un organismo con lo scopo di conservare e proteggere quell'inestimabile Tesoro. Durante il viceregno di Pedro Téllez-Girón, III duca di Osuna, si affacciò sulla scena dei Sedili Giulio Genoino che propugnava la parificazione del Seggio del popolo al rango di quello dei nobili. La figura del Genoino è all'origine della drammatica vicenda di Masaniello e dei moti del 1647. Nel 1684 il Re di Napoli Carlo II d'Asburgo soppresse il Sedile di Forcella, che fu incorporato nel Sedile di Montagna.
Dei Sedili, dal punto di vista architettonico, sappiamo che erano a pianta quadrata dotati di diverse sale per le riunioni e le deliberazioni e protette da possenti cancellate. Il Seggio di Porto, in particolare, «era formato di una fabbrica di quadroni di piperno con archi molto ben composti». Nel XVIII secolo, in occasioni particolari come ad esempio la festa di San Gennaro e il Corpus Domini, si soleva organizzare delle processioni nonché delle piccole rappresentazioni musicali, cosiddette "cantate".

### Dalla Repubblica Napoletana al Regno delle Due Sicilie
Dallo scoppio della Rivoluzione francese e dall'avvento di Napoleone Bonaparte giunsero dei mutamenti straordinari anche per i Sedili. Dopo gli iniziali successi del generale Jean Étienne Championnet, il Re Ferdinando IV, terrorizzato dai francesi, «che la propaganda ecclesiastica dipingeva come mostri assetati di sangue», decise di fuggire da Napoli il 20 dicembre 1798.
I Sedili ne profittarono per prendere il potere e per formare una "Giunta degli Eletti" con il compito, oltre alle tradizionali prerogative in materia civile, di organizzare l'esercito. Furono eletti due comandanti, il generale Girolamo Pignatelli, principe di Moliterno, e Lucio Caracciolo, duca di Roccaromana.
Il governo degli Eletti non fu immediatamente operativo in quanto, nel frattempo, i lealisti si erano organizzati attorno prima alla figura di Francesco Pignatelli, che aveva firmato coi francesi un patto di non aggressione, e poi del Cardinale Ruffo, che assembrò un vero e proprio esercito, quello dei sanfedisti, per liberare Napoli dalla Repubblica Partenopea e ristabilire il regno borbonico.
I Sedili scomparvero nel 1800 in seguito all'editto del Re Ferdinando IV di Borbone del 25 aprile 1800 che ne aboliva le funzioni unitamente a quelle del Tribunale di San Lorenzo. Grazie alle riforme di Gioacchino Murat non furono del tutto riabilitati quanto piuttosto, l'8 agosto 1806, trasfusi nel Corpo di Città, e nel Municipio il 22 ottobre 1808, con l'elezione del primo sindaco il 2 dicembre.

## I Sedili in città
| Nome Sedile | Storia | Sede del Sedile | Stemma | Seggi minori |
| ----------- | --- | --- | --- | --- |
| Capuana     | Risale al XIII secolo. Detto anche Capoana; il nome deriverebbe dalla presenza della porta Capuana, da dove iniziava la strada che portava alla città di Capua. | In Via Tribunali. | Cavallo frenato d'oro messo di profilo in campo azzurro. Corona trifogliata d'oro e per sostegni due cavalli di oro diviso di argento. | - dei Melatiis (famiglia); - dei Mellucci (famiglia); - di Santo Stefano; - dei Santi Apostoli; - di San Martino; - dei Manocci (famiglia).                                                                                                 |
| Montagna    | Risale al XIII secolo. Chiamato così perché situato nella parte più alta della città. | In Via Tribunali, di fronte alla Chiesa di Sant'Angelo a Segno. | Tre monti verdi in campo argento. Corona trifogliata d'oro e per sostegni due Saraceni (per ricordare la vittoria ottenuta dai Napoletani nell'anno 504). | - dei Santi Paolo e Talamo; - dei Manoli (famiglia); - di Piazza; - dei Ferrari (famiglia); - dei Saliti; - dei Cannuti (famiglia); - dei Salanti (famiglia); - di Porta di San Genuario; - dei Somma (famiglia); - dei Galanti (famiglia). |
| Forcella    | Risale al XIII secolo, ma successivamente accorpato con quello di Montagna. Chiamato così per la vicinanza a Forcella, strada che si biforca formando una forcella. Il motto del Seggio: "Ad bene agendum sumus" ovvero "Siamo nati per fare il bene". | Vicino alla Chiesa di Santa Maria a Piazza | Scudo troncato d'oro e di rosso caricato di una "Y" in nero. | - dei Cimbri (famiglia); - dei Pistaso. |
| Nilo o Nido | Risale al XIII secolo. Chiamato così per la presenza della statua del Fiume Nilo e in memoria dei commercianti Alessandrini che ivi abitavano; negli scritti è indicato col nome di Seggio di Nido o Nilo. | Inizialmente al centro del largo Corpo di Napoli (presso la Statua del dio Nilo) poi spostato presso il convento di Santa Maria Donnaromita                                         | Cavallo nero sfrenato in campo oro. Corona trifogliata d'oro e per sostegni a destra un mantenitore (figura con sembianze umane) con la corona d'alghe, lunga barba e un'anfora che versa acqua su un coccodrillo, a sinistra un cavallo d'oro diviso di nero. | - di Arco; - di San Gennariello ad Diaconiam; - di Casa Nova; - di Fontanula. |
| Porto       | Risale al XIII secolo. Detto così perché si trovava vicino all'antico porto di Napoli. In epoca antica era un Seggio extramoenia. Lo stemma rappresenta il gigante mitologico Orione, figlio di Nettuno, esperto nella lavorazione dei metalli, o anche il leggendario nuotatore-marinario Niccolò Pesce. | In via Mezzocannone (all'incrocio con via Sedile di Porto), poi trasferito in via Medina davanti alla chiesa di San Diego all'Ospedaletto.                                          | Figura di un uomo ricoperto di lunghi peli di carnagione naturale impugnante con la mano destra un pugnale, in campo nero. Corona trifogliata d'oro, per cimiero una nave che brucia e per sostegni due tritoni., in campo nero                                | - di Acquario (per la presenza di fonti d'acque curative); - dei Griffi (famiglia); - degli Armato (famiglia). |
| Portanova   | Risale al XIII secolo. Detto così perché, durante il periodo greco, le mura di cinta della città furono allargate e fu costruita una Porta Nuova nelle vicinanze del mare. In epoca antica era un Seggio extramoenia. | In Piazza Portanova | Porta d'oro in campo azzurro. Corona trifogliata d'oro e per sostegni due cani d'oro divisi d'argento. | - degli Acciapacci (famiglia); - dei Costanzi (famiglia). |
| Popolo      | Risale al XIII secolo ma abbattuto nel XV secolo. Chiamato così perché rappresentava il popolo non aristocratico della città. Non aveva alcun potere, i rappresentanti potevano solo riferire delle lamentele del popolo; partecipava attivamente alle feste di piazza o nelle processioni religiose. I rappresentanti erano scelti quasi sempre tra la classe mediana (medici, letterati, giuristi, notai, commercianti, ecc.). | Nei pressi di Via del Grande Archivio, in Largo della Selleria (attuale zona di Piazza Nicola Amore). Successivamente, verso la metà del XV secolo in Via Sant'Agostino alla Zecca. | Scudo troncato d'oro e di rosso caricato di una "P" (Populus) in nero, successivamente la "P" divenne "C" (Civitas). | |

Per ogni Sedile o Seggio di Napoli riportiamo le famiglie ivi ascritte, tuttora fiorenti, segnalando che la maggior parte si è estinta nel corso dei secoli. Il genealogista Carlo De Lellis ha riportato in specifici studi la storia dei principali casati patrizi.

## Sedile di Capuana
Acciajuolo, Acciapaccia, Acerra, Acton, Agala, Agricola, Albani, Antignano, Araldo, Arbusto, Ajello, Ajossa, Aquilio, Arcella, Aversana (dell'), Baraballo, Barrese, Barrile, Baso, Boccafingo, Boccapianola, Bonito, Boncompagni (oggi Boncompagni Ludovisi), Brancaccio, Brancia, Buoncompagni, Buccasinghi, Cadino, Cantelmo, Capece Galeota, Capecelatro, Capece Minutolo di Canosa, Capece Minutolo di San Valentino, Capece Piscicelli, Carbone, Cassiano, Castrovetere, Cattaneo, Cybo, Colonna, Colonnesi, Comino, Comite Maurone, Cossa o Coscia, Crispano, Caracciolo Rossi, Caracciolo Pisquizi, Cattaneo della Volta (aggregati nel 1717), Colonna (linea di Zagarolo), Dentice del Pesce, Imperiali (aggregati il 4 gennaio 1743), Filangieri, Filomarino, Forna (di), Franco (de), Franchi, Frangipane, Gagliardi, Gambacorta, Giovene, Giudice (del), Giudice Caracciolo, Guigliart, Guindazzo, Isola (dell'), della Leonessa, Lettieri, Lagnì, Loffredo, Medici di Ottajano (aggregati il 30 novembre 1686), Mango, Mansella, Mariconda, della Marra, Mastraro, Mazza, Mellucci, Mendoza, Monforte, Morra, Ollopece, Orsini, Pescara di Diano (aggregati nel 1743), Pandone, Paparone, Passarelli, Pescara, Persico, Pesce, Del Pezzo, Pignatelli, Piscicelli, Pizzuti, Ponticelli, Procolo, Protonobilissimo, Puteo (de), Puteolo (de), Quarracello, Quintana, Revertera (aggregati il 20 ottobre 1717), Ruffo (aggregati nel 1703), Romano, Rossi, Saccapanna, Saracino, Sardo, Scaldo, Scintilli, Scotto di Marco, Seripando, Sicchimanno, Siginulfo, Sigismondo, Silva (de), Singilli, di Somma, Tarcello, Tocco, Tomacelli, Tortello, Valle (della), Varavallo, Villani, Virginio, Vulcano, Zaccaria, Zamarella, Zampaglione, Zazzaro d'Aragona, Zurlo e Zurolo.

## Sedile di Montagna
Le famiglie che hanno goduto di nobiltà al Seggio di Montagna sono le seguenti, delle quali quelle precedute dall'asterisco si trovano annotate al Libro d'Oro come appartenenti al medesimo Seggio:
*Althann (ascritta nel 1714 e 1725), *Álvarez de Toledo, *Sanfelice, *di Transo (aggregati nel 1710), Abissa, Albo, Alneto, Annecchino, Arcamone, d'Arco, Auricchiuto, Bajano, Balestrieri, Barbaro, Barbato, Bellofatto, Boccatorto, Boffa detti Stendardo, Bonifacio, Brisacca, Bruto, Buteo, Cafatino, Calanda o Calandra, Cannuto, Cappasanta, Caperuso, di Capua, Caputo, Cardoino, *Carmignano, Chianola, Cicalese, Cicinelli o Cicino, Cimbro, Cocchioli, Colombo, Conza, Coppola, Corvisieri, di Costanzo, Cotugno, Cozzi, Crisconio, Cupidine, *Daun, Egino, Fajella o Favilla o Fagella, Falce, Falla, Ferrario, *Francone, Frangipane, Gambacorta, Ganga, Genutio, Giontoli, Grassi, Griffo, Grimaldi, Guarracino, Guibeligna, Hercules, Hipanta o Iapanta, Iagante o Gigante, Ianara o Gennaro, Impero, Iula o Iulia, Iuntula o Giontola, Lanzalonga, *de Majo, Majorana, Marogano, Mamoli, Mandolino o Mondellino, Marchese, Mardones, Mazza, Miroballo, Moccia, Monda, Moschetti, Mosconi, Mugillaro, Mummia, Munna, *Muscettola o Muscetta, Orecchioni, Origlia, Orimini, *Pacecco, Paladino, Palumbo, Pappanzogna, Petrosa, Piezzo, Pigna, *Pignone, Pizzofalcone, Pizzone, Poderico, Ponzetti, Porta, Pozello, Quaranta (aggregati nel 1541), Raimo, *Ravaschieri, Retrosa, Ribera o Afan de Rivera, *Rocco, *Rossi o Rosso del Barbazzale, Rossi del Leone, *Sanchez de Luna, Sarno, Scannacardilli, Scrignario, Scorziati, Sforza, Sicola, Simia, Sorgente, Soto, Sperandeo, Spiccicacaso, Stella, Stendardo, di Toro, Tosi, Trofeo o Trofo, Verticelli, *Villano, Volumbello.

## Sedile di Nilo o Nido

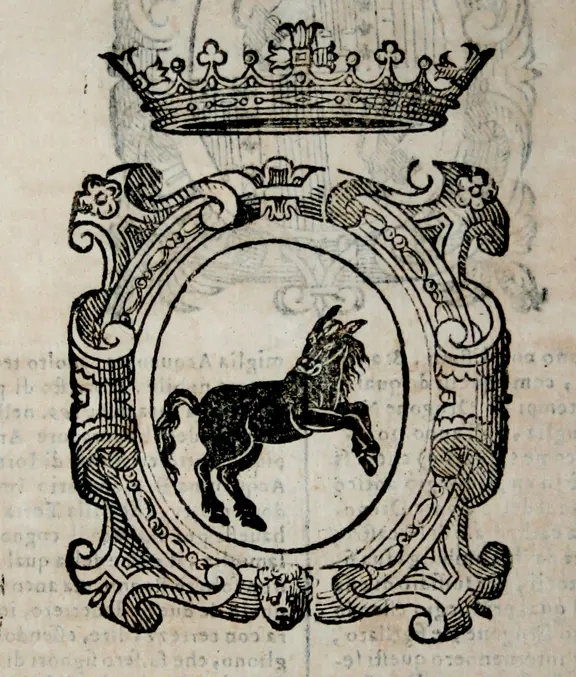
Stemma, Sedile di Nilo

Acquaviva d'Aragona (estinti nella successione maschile), d'Alagni di Sarno ( (aggregati nel 1294, oggi Alagna di Mozia, estinta la linea patrizia napoletana), d'Avalos d'Aquino d'Aragona, Benevento, della Gatta Carafa della Spina, Carafa della Stadera, Colonna di Paliano (aggregati nel 1417), Dentice delle Stelle, Capano (aggregati nel 1434), Gaetani dell'Aquila d'Aragona, Gallarati Scotti (successione Spinola, riconosciuta il 28 febbraio 1828), Marramaldo, Mastrogiudice, Milano (ora Milano Franco d'Aragona), Monsolino, Orsini di Gravina (aggregati agli inizi del secolo XV), di Palma, Pignatelli, Riccio (aggregati nel 1501, oggi Rizzo dei Ritii, estinta la linea patrizia napoletana), Saluzzo duchi di Corigliano (ascritta il 12 giugno 1781), di Sangro, Sanseverino (estinta la linea patrizia napoletana), Sersale, Spinelli, Toraldo (estinta la linea patrizia napoletana ma floridi nel ramo di Tropea), Zurolo.

## Sedile di Porto
Arcamone, d'Alessandro (estinta la linea patrizia napoletana), Belprato, Bocciaboccia, Borghese (aggregati nel secolo XVIII), Colonna di Stigliano, d'Angelo, Doria d'Angri (aggregati il 3 dicembre 1678), di Gaeta, Gaudiosi, Griffo, Macedonio, Mele, Origlia, Osso (dell'), Pagano, di Palma, d'Artois, Pappacoda, Serra, Severino, Strambone, Venato, Harrach (aggregati nel 1731, oggi von Harrach zu Rohrau und Tannhausen), Perez Navarrete (aggregati il 26 giugno 1711), Quaranta (aggregati nel 1541), Riario Sforza (aggregati il 23 marzo 1725), Spinola di Molfetta (aggregati nel secolo XVII), Venata.

## Sedile di Portanuova
Albertini (aggregati nel 1721), Altemps (estinti nella successione maschile), d'Aquino di Caramanico (aggregati nel 1725), Capasso, Capuano, Carignani (aggregati il 30 luglio 1788), Cavalcanti di Verbicaro (aggregati l'8 novembre 1788), Cito Filomarino (aggregati nel 1788), Corvo, Liguoro (de) (aggregati dalle origini), Marulli (aggregati il 30 luglio 1788), Petra di Vastogirardi (aggregati il 30 giugno 1717), Pozzelli, Serra (aggregati nel 1680 in sostituzione della estinta linea antica). Ne fecero parte anche le famiglie Albani, Gargano, Grimaldi, Mastrilli, Miroballo, Moles, Mormile, Perlas o Rerlas, Sambiaso (come da documento con gli stemmi delle famiglie presso il Museo del Tesoro di San Gennaro).

## Casati aggregati dopo l'abolizione dei Sedili
Acton (iscritta con Regio Dispaccio del 6 gennaio 1802), Caravita (iscritta con Regio Dispaccio del 31 ottobre 1804), Lottieri d'Aquino (iscritta con Regio Decreto del 28 novembre 1850).